# Šét
Šét (hebrejsky שֵׁת‎, arabsky شيث‎, Šíth) je v knize Genesis v Bibli třetí syn Adama a Evy a bratr Kaina a Ábela. Narodil se po bratrovraždě, kdy Kain zabil Ábela. V době narození Šéta bylo Adamovi 130 let.
Šét zplodil syna Enoše, když mu bylo 105 let, a po něm další děti. Zemřel ve věku 912 let. Od Šéta vede přímá rodová linie k Noemu, praotci popotopních národů, a ke Kristu.